# Касаткина, Татьяна Александровна
Татья́на Алекса́ндровна Каса́ткина (род. 30 сентября 1963, Москва) — российский филолог, культуролог, религиовед, писатель. Специалист в области теории культуры, теории литературы, философии, религиоведения, творчества Ф.М. Достоевского, русской литературы XIX—XXI веков.
Доктор филологических наук. Главный научный сотрудник, заведующая Научно-исследовательским центром «Ф.М. Достоевский и мировая культура» ИМЛИ им. А.М. Горького РАН. Главный редактор журнала «Достоевский и мировая культура. Филологический журнал» ИМЛИ РАН. Председатель Комиссии по изучению творческого наследия Ф.М. Достоевского Научного совета «История мировой культуры» РАН. Автор и соавтор 11 монографий, повести «Копия», учебного пособия по курсу «Религия, культура, искусство» (выпуск первый), более 400 научных статей, редактор многих сборников работ российских и зарубежных учёных.

## Биография
- В 1980 окончила московскую школу № 57.
- В 1986 окончила филологический факультет Московского государственного педагогического института (МГПИ).
- В 1991 окончила основную аспирантуру ИМЛИ им. А. М. Горького, была принята на работу в Отдел теории литературы в качестве научного сотрудника, а после защиты кандидатской диссертации (1992) — старшего научного сотрудника. С момента принятия на работу до 1996 года была учёным секретарем Научного совета «Наука о литературе в контексте наук о культуре», возглавлявшегося А. В. Михайловым.
- С 1996 постоянный автор журнала «Новый мир».
- С 1999 постоянный научный руководитель Апрельских юношеских чтений «Произведения Ф. М. Достоевского в восприятии читателей XXI века» в г. Старая Русса (с начала их проведения)[3]
- В 2000 защитила диссертацию на соискание ученой степени доктора филологических наук.
- С 2000 работает ведущим научным сотрудником ИМЛИ им. А. М. Горького РАН.
- В 2001 создала и возглавила Комиссию по изучению творчества Ф. М. Достоевского ИМЛИ им. А. М. Горького РАН (ныне — Комиссия по изучению творческого наследия Ф. М. Достоевского Научного совета «История мировой культуры» РАН).
- В 2001—2007 — профессор кафедры истории мировой культуры в РГУ нефти и газа им. И. М. Губкина[4] (курс по выбору «Религия, культура, искусство»).
- В 2005—2011 профессор кафедры русской и зарубежной литературы МГПИ (спецсеминар «Преемственность в индивидуальном стиле писателя: творчество Ф. М. Достоевского»; спецкурс «Религия и литература»).
- В 2009—2010 и. о. заведующей, в 2010—2019 — заведующая Отделом теории литературы ИМЛИ им. А. М. Горького РАН.
- С 2018 — главный редактор журнала «Достоевский и мировая культура. Филологический журнал» ИМЛИ РАН.
- С февраля 2019 — заведующая Научно-исследовательским центром «Ф. М. Достоевский и мировая культура» ИМЛИ им. А. М. Горького РАН.

## Научная деятельность
Т. А. Касаткина — одна из наиболее авторитетных российских специалистов по творчеству Ф.М. Достоевского. Её авторству принадлежат 11 монографий и более 400 научных работ. Ряд её работ, помимо России, был опубликован в Англии, США, Швейцарии, Италии, Германии, Японии, Китае, Сербии и др. В 2001 году она создала и возглавила Комиссию по изучению творчества Ф. М. Достоевского ИМЛИ им. А. М. Горького РАН, под грифом которой вышел ряд сборников научных трудов и монографий, посвященных творчеству Достоевского. Подготовила к изданию новое собрание сочинений Ф. М. Достоевского, построенное по хронологическому принципу, согласно которому в каждом томе размещены помимо произведений относящиеся к данному периоду жизни писателя письма и воспоминания современников, с собственными сопроводительными статьями и комментариями нового типа, включающими помимо традиционного литературоведческого, смысловой, интерпретационный комментарий. Под научным руководством Т. А. Касаткиной были защищены несколько диссертаций о Достоевском.
Является членом Международного общества Достоевского, членом правления Российского общества Достоевского, входит в редакционный совет альманаха «Достоевский и мировая культура», редколлегию ежегодника «Достоевский и современность» и редколлегию Международного общества Достоевского по выпуску серии «Dostoevsky Monograph». Неоднократно проводила научно-практические семинары и выступала с лекциями в разных городах России (Москва, Новосибирск, Кемерово, Ростов Великий, Великий Новгород, Барнаул, Старая Русса и др.), с 2009 г. по приглашению Католического движения Comunione e Liberazione ежегодно читает лекции о Достоевском и о русской культуре в университетах и школах Италии (Рим, Милан, Флоренция, Бари, Венеция и др.). С 1999 г. ежегодно проводит Апрельские юношеские чтения «Произведения Ф. М. Достоевского в восприятии читателей XXI века» в г. Старая Русса (с начала их появления) и осенние семинары для учителей-филологов в Великом Новгороде.
Исследования Т.А. Касаткиной посвящены, главным образом, онтологичности слова в культуре, его творящей природе, природе образа и представляют собой теоретические исследования, выполненные на стыке теории литературы, культурологии, философии, религиоведения и других наук. Зачастую они затрагивают и раскрывают сложнейшие проблемы религии, мистики, символизма, онтологической природы вещей на материале произведений Ф.М. Достоевского, А.С. Пушкина, М.Ю. Лермонтова, Н.В. Гоголя, В.Ф. Одоевского, И.С. Тургенева, Л.Н. Толстого, А.П. Чехова, А.А. Блока, Максима Горького, М.А. Шолохова и др.

## На радио и телевидении
- 18 октября 2006 года приняла участие в программе А. Костинского «Образование» на Радио «Свобода». Тема передачи: «Исследовательские работы школьников на примере программы „Достоевский глазами читателей XXI века“»[6]
- 10 ноября 2011 года прочла лекцию «„Братья Карамазовы“: образ мира и человека» на телеканале «Культура» в проекте «ACADEMIA»[7]
- 26 ноября 2012 года приняла участие в программе И. Попова «Культуротека» на радио «Новая жизнь». Тема передачи: «Актуален ли Достоевский сегодня?»[8]
- в 2013—2018 гг. принимала участие в ток-шоу «Игра в бисер» Игоря Волгина на телеканале «Россия—Культура» (выпуски, посвященные произведениям Ф. М. Достоевского: «Идиот»[9], «Преступление и наказание»[10], «Записки из подполья»[11], «Зимние заметки о летних впечатлениях»[12], «Братья Карамазовы»[13], «Кроткая»[14]).

## Награды
- 1997 — Премия журнала «Новый мир».
- 2015 — Премия журнала «Вопросы литературы».
- 2021 — Памятная медаль Министерства культуры РФ «Великий русский писатель Ф. М. Достоевский 1821—2021».

## Книги

### На русском языке
- Касаткина Т.А. Характерология Достоевского. М.: «Наследие», 1996.[15]
- Касаткина Т.А. О творящей природе слова. Онтологичность слова в творчестве Ф.М. Достоевского как основа «реализма в высшем смысле». М.: ИМЛИ РАН, 2004.[16]
- Касаткина Татьяна. Священное в повседневном: Двусоставный образ в произведениях Ф. М. Достоевского. — М.: ИМЛИ РАН, 2015. — 528 с.
- Касаткина Т.А. Достоевский как философ и богослов: художественный способ высказывания / Отв. ред. Е. А. Тахо-Годи. — М.: Водолей, 2019. — 336 с. — (Серия «Русская литература и философия: пути взаимодействия». Вып. 4) — ISBN 978-5-91763-488-3
- Богословие Достоевского: коллективная монография / отв. ред. Т. А. Касаткина. — М.: ИМЛИ РАН, 2021. — 416 c. (в соавторстве с А. Г. Гачевой, Т. Г. Магарил-Ильяевой, Н. Н. Подосокорским и К. Корбелла).
- Касаткина Т. А. «Мы будем — лица…» Аналитико-синтетическое чтение произведений Достоевского. М.: ИМЛИ РАН, 2023. — 432 с. (2-е изд. М.: ИМЛИ РАН, 2025).
- Касаткина Т. А., Корбелла К., Магарил-Ильяева Т. Г., Подосокорский Н. Н. Книги в книге. Роль и образ книги в романе Ф. М. Достоевского «Идиот» / отв. ред. Т. А. Касаткина. — М.: ИМЛИ РАН, 2024. — 392 с.

### На итальянском языке
- Tat’jana Kasatkina. Dal paradiso all’inferno: I confini dell’umano in Dostoevskij / a cura di Elena Mazzola. Castel Bolognese: Itakalibri, 2012. — 218 p.
- Tat’jana Kasatkina. Dostoevskij. Il sacro nel profano / prefazione di Uberto Motta, traduzione i cura di Elena Mazzola. Milano: BUR Saggi, 2012. — 314 p.
- Tat’jana Kasatkina. È Cristo che vive in te. Dostoevskij. L’immagine del mondo e dell’uomo: l’icona e il quadro / Prefazione di Julián Carrón. — Castel Bolognese: ITACA, 2012. — 112 p.
- T. Kasatkina. Gli Scritti dal sottosuolo come testo cristiano // Fedor M. Dostoevskij. Scritti dal sottosuolo / a cura di Tat’jana Aleksandrovna Kasatkina, Elena Mazzola. Editrice LA SCUOLA, 2016. P. 179—332. — 7 а.л.

## Редактор книг
- Роман Ф. М. Достоевского «Идиот»: Современное состояние изучения: Сборник работ отечественных и зарубежных ученых / Под ред. Т. А. Касаткиной. — М.: Наследие, 2001. — 560 с.[17]
- Литературоведение как проблема / Гл. ред. Т. А. Касаткина. М., 2001. — 37,5 а.л.
- Ф. М. Достоевский и Православие / Публицистический сборник о творчестве Ф. М. Достоевского. — М., 2003.
- Собрание сочинений Ф.М. Достоевского в 9 т. / Ред., вступ. статьи, коммент. и проч. Т. А. Касаткиной. — М.: Астрель, АСТ, 2003—2004.
- Достоевский: Дополнения к комментарию / Под ред. Т. А. Касаткиной; Ин-т мировой лит. им. А. М. Горького. — М.: Наука, 2005. — 694 с.
- Роман Ф. М. Достоевского «Братья Карамазовы»: современное состояние изучения / Под ред. Т. А. Касаткиной; Ин-т мировой лит. им. А. М. Горького. — М.: Наука, 2007. — 835 с.
- Достоевский и XX век / Под ред. Т. А. Касаткиной. В 2-х т. — М.: ИМЛИ РАН, 2007. — Т. I—II.
- Достоевский Ф. М. Избранное / Сост., вступ. ст., коммент. Т.А. Касаткиной. Институт общественной мысли. — М.: РОССПЭН, 2010. — Серия: Библиотека отечественной общественной мысли с древнейших времен до начала XX века.
- Роман Ф. М. Достоевского «Подросток»: современное состояние изучения / гл. ред. Т. А. Касаткина. — М.: ИМЛИ РАН, 2022. 864 с.
- Комментарий: теория и практика / под ред. Т. А. Касаткиной. — М.: ИМЛИ РАН, 2024. — 782 с.
- Авторские теории творчества / под ред. Т. А. Касаткиной. М.: ИМЛИ РАН, 2025. — 544 с.